# 2467 Kollontai
2467 Kollontai (1966 PJ) là một tiểu hành tinh vành đai chính được phát hiện ngày 14 tháng 8 năm 1966 bởi L. Chernykh ở Nauchnyj.